# Abimelek (syn Gedeona)
Abimelek (dosł. „Ojciec [jest] królem” gr. Abimelech) – syn Gedeona z matki sychemitki, która była nałożnicą jego ojca. Bohater biblijnej Księgi Sędziów. Historycznie pierwszy król Izraela (patrz Sdz 9:22), jednak nie powołany przez Jahwe, jak Saul, czy Dawid.

## Historia Abimeleka
Po śmierci ojca udał się do swoich krewnych do Sychem, gdzie otrzymał od nich pieniądze ze skarbca świątyni Baala Berit, za które najął awanturników i zbójców. Z nimi zaatakował dom swojego ojca, zabijając wszystkich braci oprócz jednego Jotama, który uciekł. Następnie mieszkańcy Sychem obwołali Abimeleka królem. Gdy Jotam dowiedział się o tym, wygłosił do nich swoją bajkę Jotama, w której przewidział upadek Sychem i śmierć Abimeleka. Po trzech latach mieszkańcy Sychem popadli w spór z Abimelekiem i urządzali na niego zasadzki w górach. Do nieposłuszeństwa zachęcał ich Gaal, syn Obeda. Abimelek, korzystając z pomocy Zebula, swojego namiestnika w Sychem, pokonał Gaala, a następnie spacyfikował bunt Sychem, niszcząc miasto doszczętnie i mordując wszystkich jego mieszkańców oraz paląc świątynię Baala Berit. 
Następnie Abimelek wyruszył do walki z miastem Tebes. Podczas próby zdobycia wewnętrznej warowni, został ciężko ranny w głowę rzuconym przez kobietę kamieniem młyńskim. By uniknąć hańbiącej śmierci, polecił giermkowi, by go dobił. Następnie jego zwolennicy rozeszli się do swoich domów.
Śmierć Abimeleka jest interpretowana przez Biblię jako kara za wymordowanie swoich braci.